# São Pedro de Rio Seco
São Pedro de Rio Seco ist ein Ort und eine Gemeinde (Freguesia) im portugiesischen Kreis (Concelho) von Almeida. In ihr leben 154 Einwohner auf einer Fläche von 23 km² (Stand 19. April 2021). Die Gemeinde besteht nur aus dem namensgebenden Ort.

## Geschichte
Lusitanier unterhielten hier eine einfache Siedlung, die von den Römern eingenommen, und etwas tiefer westlich verlagert, neu errichtet wurde. Aus römischer Zeit stammen die hier gemachten Funde von Keramik, Münzen, Nutzgeräte, Weinkeller und Grabstätten. Dokumente zur Festlegung kirchlicher Gebietszuständigkeiten unter König Wamba belegen das Fortbestehen der Siedlung bis ins Westgotenreich des 7. Jahrhunderts. Über den Ort ist nach der Landnahme durch die Mauren ab 711 nicht viel bekannt.
Im Zuge der Siedlungspolitik nach der Reconquista erwähnen Dokumente aus der Regierungszeit des Königs Sancho II. die Gemeinde im Jahr 1222. Nach zwischenzeitlicher kastilischer Eroberung erwähnte die Stadtrechtsurkunde Castelo Boms im Jahr 1296 auch die Gemeinde, die mit dem Vertrag von Alcañices ebenfalls wieder endgültig portugiesisch und Teil des Kreises von Castelo Bom wurde. Im Zuge der Verwaltungsreformen nach der Liberalen Revolution 1822 wurde die Gemeinde 1834 schließlich dem Kreis Almeida angegliedert.

## Söhne und Töchter der Gemeinde
- Eduardo Lourenço (1923–2020), Philosoph, Literaturwissenschaftler, Autor, Professor an den Universitäten Montpellier und Nizza Sophia-Antipolis sowie Kulturattaché in Rom